# كشيشتوف لافرينوفيتش
كشيشتوف لافرينوفيتش (بالليتوانية: Kšyštof Lavrinovič)‏ مواليد 1 نوفمبر 1979 في فيلنيوس، الجمهورية الليتوانية السوفيتية الاشتراكية، هو لاعب كرة سلة ليتواني. بدأ مسيرته الاحترافية في سنة 1996. مثّل منتخب بلاده. شارك في دورة الألعاب الأولمبية الصيفية سنة 2004. حقق المركز الأول في بطولة أمم أوروبا لكرة السلة 2003.

## المسيرة الاحترافية
لعب مع منز سانا 1871 باسكت من سنة 2007 إلى 2012، ثم لعب مع زالغيريس لكرة السلة من سنة 2012 إلى 2014، ثم لعب مع فالنسيا باسكت في الدوري الإسباني في سنة 2014، ثم لعب مع بالاكانسترو ريجيانا في الدوري الإيطالي في سنة 2014، ثم لعب مع ليتوفوس رايتس من سنة 2014 إلى 2016.

## الإنجازات
- بطولة أمم أوروبا لكرة السلة 2003:  ذهبية
- بطولة أمم أوروبا لكرة السلة 2007:  برونزية
- بطولة أمم أوروبا لكرة السلة 2013:  فضية

## سجل المنافسة
شارك في المنافسات التالية:
- كأس العالم لكرة السلة 2014
- بطولة أمم أوروبا لكرة السلة 2003
- بطولة أمم أوروبا لكرة السلة 2007
- بطولة أمم أوروبا لكرة السلة 2013
- الألعاب الأولمبية الصيفية 2004
- الألعاب الأولمبية الصيفية 2008

## روابط خارجية
- كشيشتوف لافرينوفيتش على موقع الاتحاد الدولي لكرة السلة (الإنجليزية)
- كشيشتوف لافرينوفيتش على موقع الدوري الأوروبي لكرة السلة (الإنجليزية)
- كشيشتوف لافرينوفيتش على موقع كرة السلة الأوروبية.كوم (الإنجليزية)
- كشيشتوف لافرينوفيتش على موقع DraftExpress.com (الإنجليزية)
- كشيشتوف لافرينوفيتش على موقع ريلجم (الإنجليزية)
- كشيشتوف لافرينوفيتش على موقع بروبوليرز (الإنجليزية)
- كشيشتوف لافرينوفيتش على موقع سبورتس رفرنس (الإنجليزية)
- كشيشتوف لافرينوفيتش على موقع أوليمبيديا (الإنجليزية)
- كشيشتوف لافرينوفيتش على موقع اللجنة الأولمبية الليتوانية (الليتوانية)